# Хайнрих IX фон Щолберг
Хайнрих IX фон Щолберг „Стари“ (на немски: Heinrich IX zu Stolberg; „der Ältere“; * 12 май/22 май 1436, дворец Щолберг; † 17 септември 1511, Щолберг в Харц) от фамилията Щолберг, е граф на Щолберг.

## Произход
Той е единственият син на граф Бото фон Щолберг Стари († 1455), който от 1429 г. е граф и на Графство Вернигероде, и съпругата му графиня Анна фон Шварцбург-Бланкенбург († 1481), дъщеря на граф Хайнрих XXIV фон Шварцбург († 1444) и съпругата му принцеса Катарина фон Брауншвайг-Волфенбютел († 1436/1439). Сестра му Елизабет фон Щолберг-Вернигероде (* ок. 1440; † 1520/1521) е омъжена пр. 26 ноември 1444 г. за херцог Вилхелм II фон Брауншвайг-Каленберг-Гьотинген († 1503).

## Фамилия
Първи брак: през 1452 г. с Матилда фон Мансфелд (* ок. 1435; † 22 юли 1469, погребана в Щолберг), дъщеря на граф Фолрад II фон Мансфелд († 1450) и Маргарета (Малгорцата) от Силезия-Прибус-Саган († 1491). Те имат седем деца:
- Каспар (* 15 септември 1464; † 4 февруари 1468)
- Хайнрих Млади фон Щолберг (* 4 януари 1467; † 16 декември 1508 в Кьолн, погребан в Лееуварден), губернатор на Фризия, близнак на Бото VIII
- Бото VIII фон Щолберг-Вернигероде (* 4 януари 1467; † 18 юни 1538), граф на Щолберг, господар на Вернигероде и Хонщайн, близнак на Хайнрих Млади, женен на 24 август 1500 г. в Кьонигщайн за графиня Анна фон Епщайн-Кьонигщайн (* 1482; † 7 август 1538)
- Анна (* 21 август 1458; † 26 октомври 1526), омъжена на 6 април 1477 г. за граф Якоб фон Линдов-Рупин († 1 май 1499)
- Катарина (* 4 юни 1463; † 17 август 1535), канонеса в Дрюбек (1499), абатиса на Дрюбек (1501 – 1535)
- Бригита (* 23 юни 1468; † 13 юли 1518), омъжена пр. 11 септември 1483 г. за Бруно VII (IX) фон Кверфурт (* 3 септември 1455; † 3 септември 1495)
- Елизабет († сл. 1516), абатиса на Кведлинбург

Втори брак: на 21 октомври 1474 г. с графиня Елизабет фон Вюртемберг-Урах (* 4 октомври 1447; † 3 юни 1505), вдовица на граф Йохан II фон Насау-Саарбрюкен († 1472), дъщеря на граф Лудвиг I фон Вюртемберг-Урах († 1450) и Мехтхилд фон Пфалц († 1482). Бракът е бездетен.